# Acura ARX-01
L'Acura ARX-01 est une voiture de course de type LMP2 lancée par le constructeur Acura sur les bases d'une Courage LC75 mais suffisamment modifiée pour nécessiter une nouvelle homologation. En 2010, la voiture prend le nom de HPD ARX-01, HPD (Honda Performance Development) étant la filiale américaine d'une groupe Honda chargée de concevoir et de développer les programmes sportifs de la marque aux États-Unis.

## Historique
En 2009, Acura est le premier constructeur à obtenir les deux titres LMP1 et LMP2 lors de la même saison de American Le Mans Series avec l'Acura ARX-02a et l'Acura ARX-01b.
En 2011, le nom de Acura fut remplacé par HPD, pour Honda Performance Development. À l'aide de Wirth Research, le développement de l'ARX-01 continua, pour créer la HPD ARX-01e LMP1, dont l'exploitation fut confiée au Highcroft Racing. Celle-ci était en réalité une grosse amélioration de l'ARX-01d LMP2 de 2010, aérodynamique comme mécanique. À noter que cette voiture a été développée en grande partie sur simulateur.

Malheureusement, le passage du team américain en Indy car pour 2012, avec une années de transition pour 2011; ainsi que le séisme et le Tsunami qui ont frappé le Japon le 11 mars 2011, réduisant à néant les capacités du constructeur Japonais à s'impliquer dans ce projet ont stoppé net la progression de l'ARX 1re. Cela malgré des débuts prometteurs aux 12 Heures de Sebring, où elle a décroché la 2e place devant les Peugeot et Audi officielles, une semaine seulement après ses premiers tours de piste. L'année 2011 marque aussi les débuts de l'ARX-01g, qui fait ses débuts mi-septembre à Laguna Seca, avec l'écurie Level 5 Motorsports. 
Toutes les voitures ont une fin de carrière, et la ARX-01 n'échappe pas à la règle. Si sa version LMP2 (ARX-01g) devrait rester sur les circuits encore quelques années, la LMP1 est remplacée dès la saison 2012 par l'ARX-03a. Ce nouveau châssis est engagé par le Strakka Racing.

## Palmarès

### 24 Heures du Mans
- 5e et victoire en catégorie LMP2 aux 24 Heures du Mans 2010 avec le Strakka Racing de Danny Watts, Nick Leventis et Jonny Kane.

### American Le Mans Series
- Victoire en catégorie LMP2 aux 12 Heures de Sebring 2007 lors de la première course de la voiture
- Six victoires en catégorie LMP2 en 2008 dont deux victoires au général à Lime Rock et à Belle Isle
- Champion de la catégorie LMP2 en 2009 et huit victoires de catégorie avec le Fernández Racing
- Champion en 2010 et trois victoires au général avec le Highcroft Racing

### Le Mans Series
- Trois victoires en catégorie LMP2 en 2010 dont une victoire au général sur l'Hungaroring

## Écuries
Les écuries utilisatrices de la voiture sont,
- En American Le Mans Series :
  - Andretti Green Racing en 2007 et 2008
  - Highcroft Racing en 2007 et 2008 puis en 2010 et 2011
  - Fernández Racing en 2008 et 2009
  - De Ferran Motorsport en 2008

- En Le Mans Series :
  - Strakka Racing en 2010 et 2011
  - RML Group en 2011

## Culture populaire
La ARX-01b est jouable dans les jeux vidéo suivants:
- Forza Motorsport 3
- Forza Motorsport 4
- iRacing